# Sarcoprion
Sarcoprion ist eine ausgestorbene Gattung der holocephalen Ordnung der Eugeneodontida. Dieser zu den Knorpelfischen (Chondrichthyes) gehörende urtümliche Hai lebte im Oberperm. Sein auffälligstes Merkmal war sein ungewöhnliches Zahnrad (Englisch tooth whorl).

## Bezeichnung und Erstbeschreibung
Der Name Sarcoprion ist eine Zusammensetzung aus den griechischen Wörtern σαρκος sarkos (Fleisch) und  πρίων príōn (Säge) und kann somit in  Anspielung auf sein Gebiss als Fleischsäger wiedergegeben werden. Die Gattung wurde im Jahr 1952 erstmals von Eigil Nielsen wissenschaftlich beschrieben. Weitere Beschreibungen stammen von Bendix-Almgreen (1966), Zangerl (1981) und Sepkoski (2002).

## Taxonomie
Das Taxon Sarcoprion edax gehört zur Familie der Helicoprionidae (seit 2010 von Ginter und Kollegen auch als Agassizodontidae bezeichnet).  Schwestertaxa sind Agassizodus, Arpagodus, Campyloprion, Helicoprion und Toxoprion. Die Gattung Sarcoprion war das jüngste Taxon der Helicoprionidae bzw. Agassizodontidae und starb gegen Ende des Wuchiapingiums noch vor dem großen Massensterben der Perm-Trias-Grenze aus. Die Schwesterfamilie der Edestidae überlebte aber mit den Taxa Helicampodus und Parahelicampodus noch bis in die Untertrias.

## Merkmale
Im Vergleich zu den anderen Mitgliedern der Helicoprionidae war das spiralförmig aufgewickelte Zahnrad von Sarcoprion wesentlich schärfer, kompakter und auch in weit besserem Zustand. Bei anderen Schwestertaxa nahmen die Zahnräder förmlich ausufernde Gestaltungen an, die Zweifel an ihrer tatsächlichen Effizienz im Nahrungsverzehr aufkommen lassen. Das bei Sarcoprion wahrscheinlich mittig an der Symphysis sitzende Zahnrad  wurde beidseitig von auf Unter- und Oberkiefer sitzenden, pflasterartigen Zahnplatten begleitet. Im Rostrum steckten als Widerlager beidseitig sechs große Zähne. Die Zahnspirale hatte bei  Sarcoprion im Vergleich zu den anderen Taxa jedoch eine deutliche Reduktion in Größe und Ausdehnung erfahren. Dafür nahm das Rostrum an Länge zu. Insgesamt bewirkten diese Veränderungen eine weitaus hydrodynamischere Anpassung des Tieres.
Sarcoprion besaß zwei kräftige Brustflossen und auf seiner Oberseite eine dreieckige Rückenflosse. Bauch- und Afterflossen waren nicht vorhanden. Die Schwanzflosse war äußerlich homocerk. Hinter dem Unterkiefer saßen fünf leicht gebogene Kiemenschlitze.

## Lebensweise
Ähnlich wie heutige Makohaie dürfte Sarcoprion kleineren, recht schnell schwimmenden Beutetieren nachgestellt haben. Mit hoher Geschwindigkeit ergriff er seine Beute und klemmte sie zwischen sein Rostrum und seinen Unterkiefer. Mit dem Zahnrad wurde dann diese zerdrückt und an empfindlichen Stellen förmlich zersägt.

## Vorkommen
Nach den beiden Funden von Grönland in oberpermischen, marinen Sedimenten zu urteilen hat Sarcoprion offensichtlich die ansehnliche Durchschnittslänge von rund 6 Meter erreicht.

## Anmerkung
1. ↑  Ob die Zahnspirale tatsächlich an der Symphysis saß, ist nicht gesichert. Eine alternative Lage wäre im mittigen Rachenraum.